# 篠岡八幡大神社
篠岡八幡大神社（しのおかはちまんだいじんじゃ）は、埼玉県さいたま市岩槻区の神社。

## 歴史
創建年代は不明であるが、前九年の役の際に源義家が当地に立ち寄り、軍扇を埋めて八幡神を勧請して、戦勝を祈願したという話が伝わっていることから、平安時代後期には既に存在していたものと推測される。「笹久保」という地名も、軍扇を埋めたところが笹が生い茂った窪地というのが由来である。
当社では「岩槻の古式土俵入り」という行事が行われる。これは氏子の子どもが土俵入りを奉納するものである。あくまでも「土俵入り」を奉納するのであって、神事相撲ではないのが大きな特徴である。明治以降、度々中断と復活を繰り返してきた。1972年（昭和47年）以降は、2年に1回行われるようになった。

## 文化財
- 岩槻の古式土俵入り（重要無形民俗文化財 平成17年2月21日指定）[2]

## 交通アクセス
- 路線バス和土停留所より徒歩1分。